# واتارو اوتا
واتارو اوتا (انگلیسی: Wataru Ota؛ زادهٔ ۱۴ مارس ۱۹۸۱) بازیکن فوتبال اهل ژاپن است.